# Коб (матеріал)

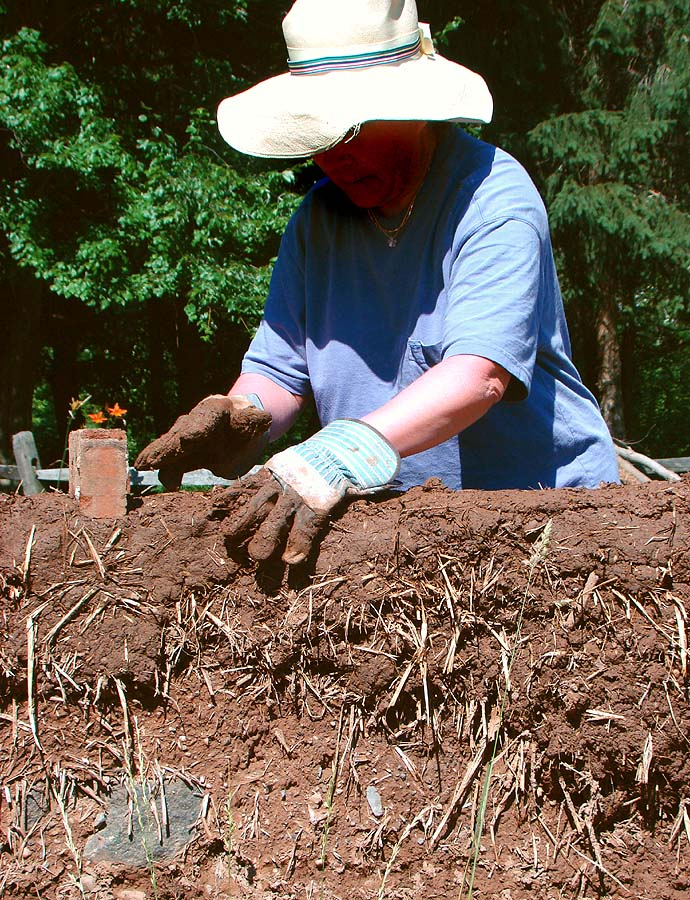
Побудова стіни з кобу

Коб (англ. cob) — будівельний матеріал, що складається з глини, піску, соломи, води і ґрунту, схожий на адобе. Коб є вогнетривким, стійким до сейсмічної активності і недорогим. Він може бути використаний для створення художніх, скульптурних форм і був відроджений в останні роки.

## Історія та використання

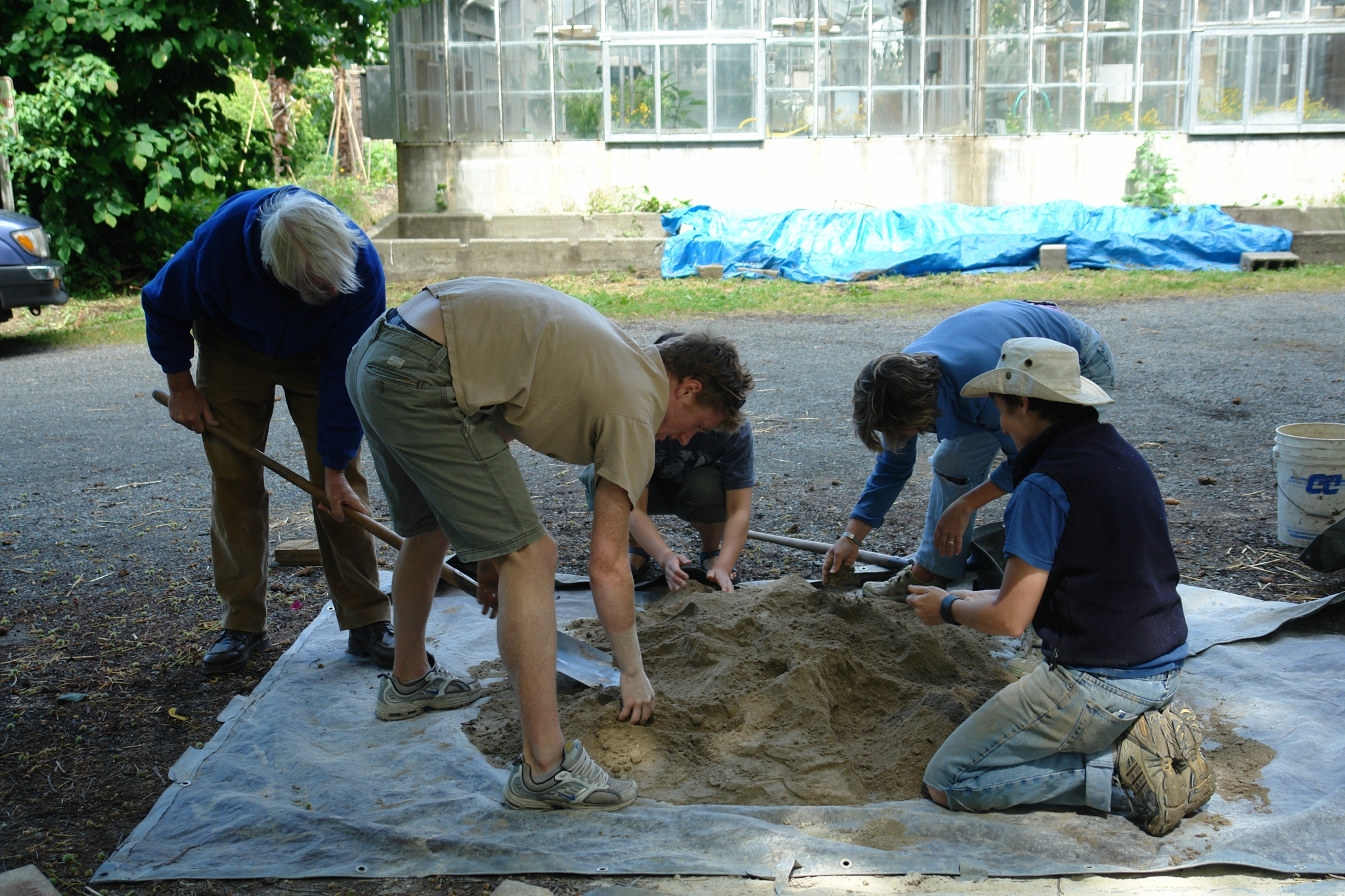
Заміс кобу в університеті Вашингтону, для будівництва печі

Коб це стародавній будівельний матеріал, що використовувався для будівництва з доісторичних часів. Деякі з найстаріших штучних споруд в Афганістані складаються з землебиту (утрамбованого ґрунту) і кобу. Коб використовувався в країнах Магрибу та аль-Андалус в 11 і 12 століттях і був докладно описаний Ібн Хальдуном в 14-му столітті.
Коб структури можна знайти в різних кліматичних умовах по всьому світу; У Великій Британії з цим найбільш сильно пов'язані графства Девон і Корнуолл у Вест-Кантрі, долині Гламорган і півострові Гауер в Уельсі; Донегол в Ольстер і Манстер, Південно-Західній Ірландії, і Фіністері в Бретані, де багато будинків збереглися понад 500 років. Багато старих будівель з кобу можуть бути знайдені в Африці, на Близькому Сході, і в деяких районах у східній частині Сполучених Штатів.
Традиційно англійський коб було зроблено шляхом змішування глини з шаром ґрунту, який залягає трохи нижче за поверхневий шар ґрунту (підґрунт) з піском, соломою і водою. Для цього використовувались воли, щоб розтоптати суміш. Земляну суміш потім черпали на камінь чи фундамент і зводили стіну. Будівництво було тривалим по часу, який необхідний для висихання. Після просушування стін їх підрізали й продовжували будівництво стіни далі.
Стіни будинку з кобу, як правило, були близько 24 дюймів завтовшки. Вікна були відповідно глибоко посаджені, що придавало будинкам характерне внутрішнє оформлення. Товсті стіни, за умови хорошого підбору маси (складників), легко тримали тепло взимку і прохолоду влітку. Матеріал має тривалий термін стійкості навіть у дощовому кліматі, за умови високого фундаменту і великого схилу даху.

## Сучасні будівлі з кобу

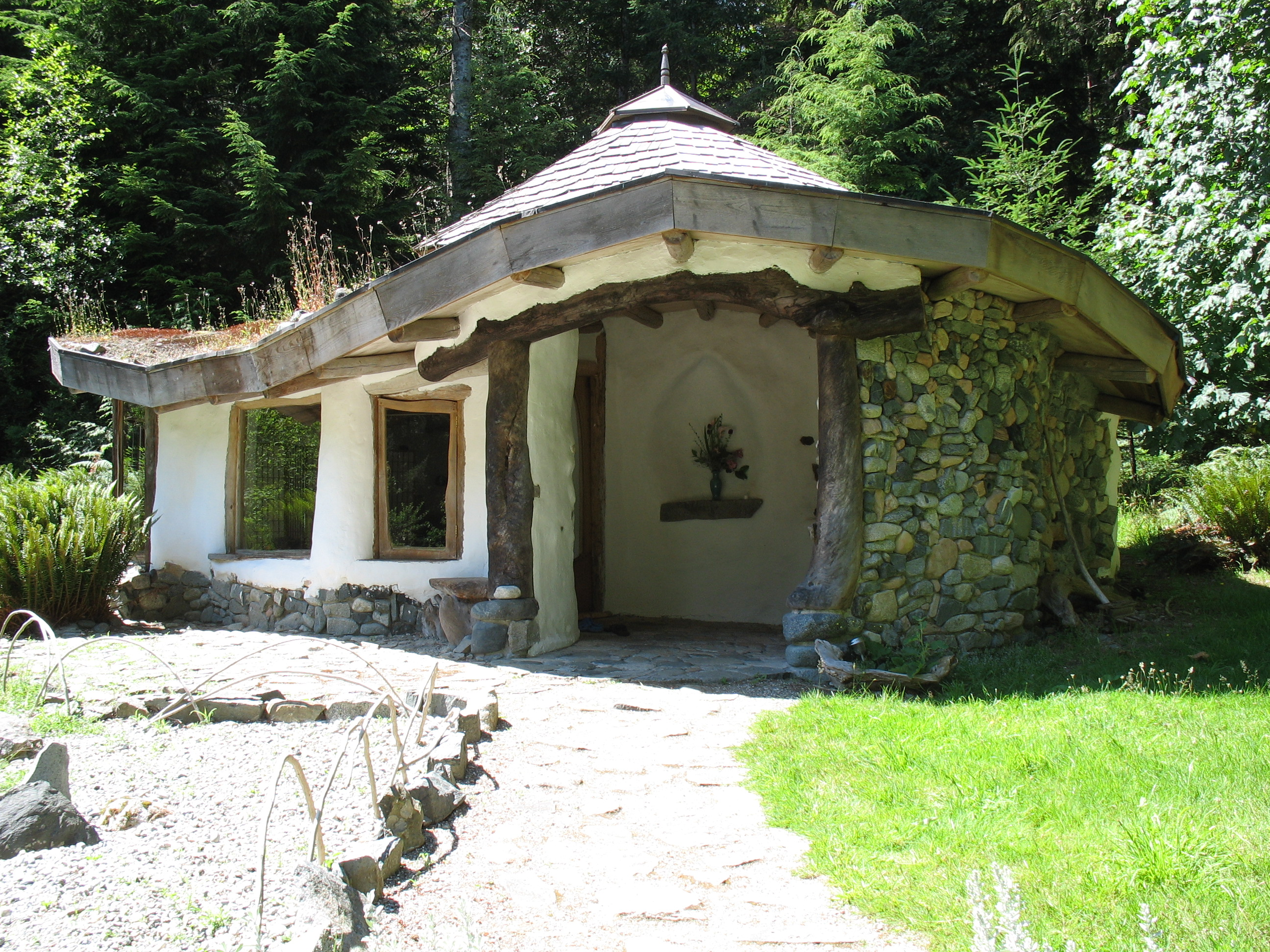
Приклад сучасного, Тихоокеанського в північно-західному стилі будинку з кобу. Зовнішня глинобитна стіна була покрита штукатуркою для надання привабливого рівномірного вигляду.

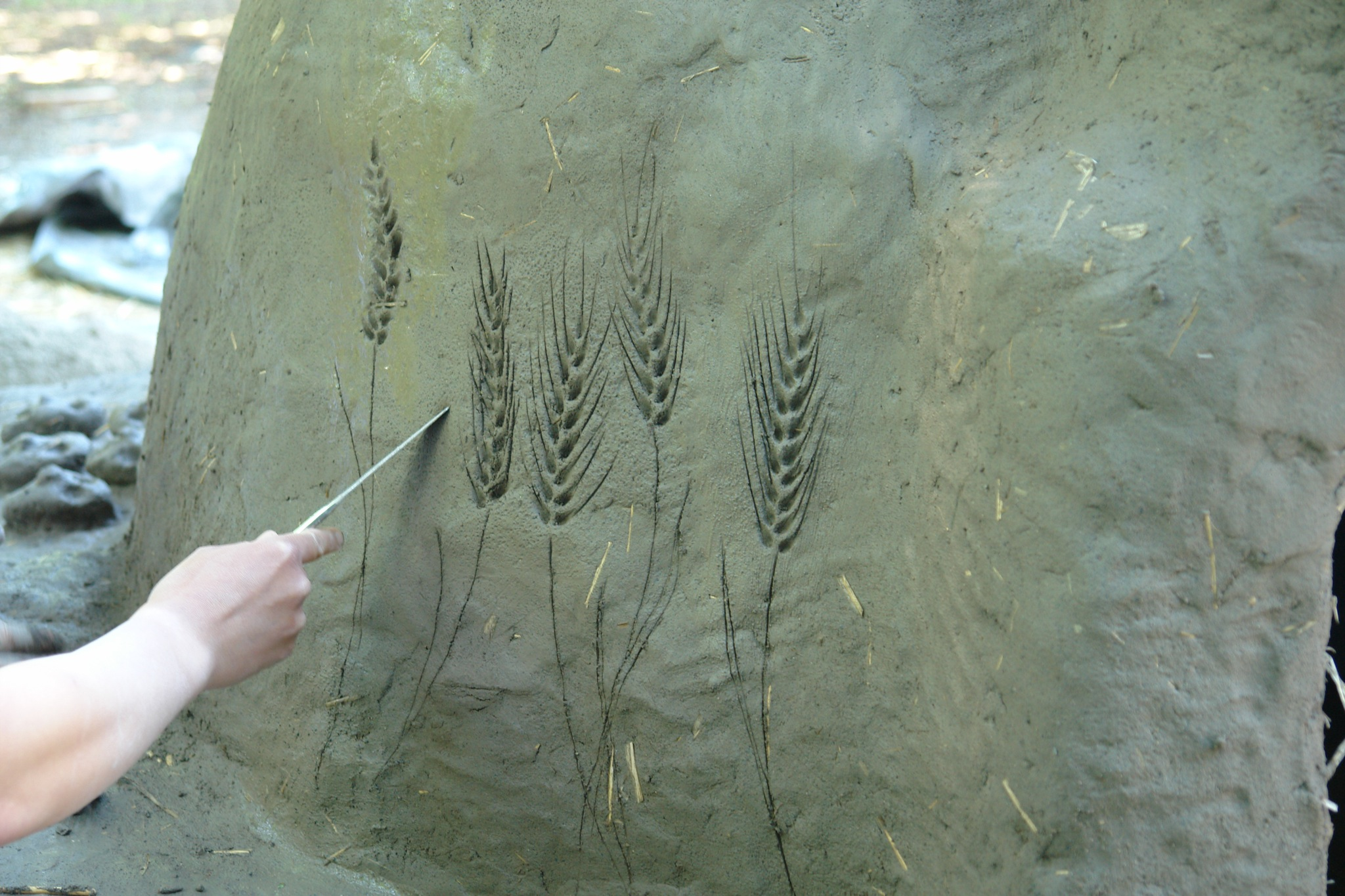
Один з найбажаніших атрибутів кобу є можливість для створення абсолютно унікальних, ручної архітектури форм; в тому числі естетичних конструкцій художньої природи.

Коли Кевін Маккейб (Kevin McCabe) побудував двоповерховий, на чотири спальні будинок з кобу в Англії в 1994 році, — він став першим будинком з кобу, побудованим у країні за останні 70 років. Будинок було споруджено традиційним методом, з залученням деяких інновацій: використовувався трактор для замісу кобу, і додавався пісок або гравій дробленого сланцю, щоб зменшити усадку.
З 2002 по 2004 рік, ентузіаст Роб Хопкінс почав будівництво будинку з кобу для його родини, — першого нового будинку в Ірландії за останні, приблизно, сто років. Спорудження будівлі проводилося як громадський проєкт, але він був зруйнований невідомими палієм незадовго до завершення. Цей будинок, розташований на «The Hollies Centre for Practical Sustainability» в графстві Корк; у 2010 р. відновлений. Є також ряд інших сучасних будинків з кобу завершених, і більше запланованих, в тому числі як громадський центр освіти.
У 2000–2001 роках, сучасний, з чотирма спальнями будинок з кобу в Вустершир (Велика Британія) розроблений Асоціацією Архітекторів, був проданий за £ 999 000. Будинок «Cobtun», що був побудований у 2001 році, виграв нагороду Королівського Інституту британських архітекторів у 2005 році. Загальна вартість будівництва склала £ 300 000.
У Тихоокеанському північному заході США відбулося відродження будівель з кобу як альтернативної будівельної практики. Існує більш ніж десять будинків з кобу у Південній затоці островів в Британській Колумбії, побудованих Петом Hennebery, Трейсі Калверт, Ельке Коул і на «Cobworks» семінарах.
У 2007 році Енн (Ann) і Gord Baird почали будувати двоповерховий будинок з кобу у Вікторії (Британська Колумбія), за оцінками, вартістю в $ 210 000 канадських доларів. 2150 квадратних футів будинку має в собі теплі підлоги, панелі сонячних батарей і пасивне сонячне опалення.